# 碎斑斯氏脂䲁
碎斑斯氏脂䲁（學名：Starksia smithvanizi），為輻鰭魚綱䲁形目脂䲁科斯氏脂䲁屬的一個種，種名是為了紀念魚類學家威廉·F·史密斯-瓦尼斯（William F. Smith-Vaniz），分布於中西大西洋波多黎各、多明尼加海域，深度0至6公尺，本魚體長，扁平，頭鈍，眼、鼻孔和頸背觸鬚不分支，背鰭硬棘與鰭條之間有缺刻，雄魚第一臀鰭棘長與鰭的其餘部分分離，變為性器官，側線連續，前段拱起，後段直，側線鱗片15枚，頭部和體灰褐色至紅褐色，眼後緣有5個小黑點，唇有深色橫紋，身體有7條深色橫帶，尾鰭橙色，臀鰭邊緣有一條橙黃色條紋，裡面有一條深色條紋；雄魚頭部側面有藍白色小斑點，第一背棘後面有一個黑點；雌魚胸鰭基部有2個紅色斑點，背鰭硬棘19-20枚、背鰭軟條7-8枚、臀鰭硬棘2枚、臀鰭軟條15-16枚，體長可達2公分，棲息在海草生長的礫石區，生活習性不明。